# العراب (فلم)
العراب (بالإنجليزية: The Godfather) هو فلم جريمة أمريكي صدر سنة 1972، من إخراج فرانسيس فورد كوبولا، وإنتاج ألبرت رودي، وسيناريو كوبولا وماريو بوزو، وهو مقتبس عن الرواية التي تحمل نفس الاسم لسنة 1969. الفلم من بطولة مارلون براندو وآل باتشينو، دورهم في الفلم كقادة لإحدى أقوى عائلات الجريمة في نيويورك. القصة تمتد لسنوات 1945-1955، وتتمحور حول تحول مايكل كورليوني (آل باتشينو) من شخص بسيط إلى زعيم مافيا عديم الرحمة، بينما تؤرخ القصة أيضًا عائلة كورليوني تحت زعامة فيتو كورليوني (مارلون براندو).
يعتبر العراب على نطاق واسع واحد من أعظم الأفلام في السينما العالمية، وواحد من أكثر الأفلام تأثيراً، خصوصاً في أفلام العصابات. الفلم الآن مُصنّف في المركز الثاني كأعظم فلم في السينما الأميركية (بعد فلم المواطن كين) من قبل معهد الفلم الأمريكي. اُختير الفلم ليحفظ في السجل الوطني للفلم "National Film Registry" في 1990.
كان العراب لفترة أعلى الأفلام دخلاً على الإطلاق، وهو أعلى الأفلام دخلاً لسنة 1972. ربح الفلم ثلاث جوائز أوسكار من أصل تسعة ترشيحات في تلك السنة: أفضل فلم، وأفضل ممثل لـمارلون براندو، وأفضل سيناريو مقتبس لماريو بوزو فرانسيس كوبولا. ترشحيات الفلم في 7 فئات أخرى تضمنت آل باتشينو وجيمس كان وروبرت دوفال لأفضل ممثل مساعد وفرانسيس كوبولا لأفضل مخرج. نجاح الفلم أدى إلى إنتاج العراب: الجزء الثاني في عام 1974 والعراب: الجزء الثالث في عام 1990.

## القصة

### ملخص القصة
الفلم يعرض قصة عائلة كورليوني بداية من سنة 1945 إحدى أقوى عائلات المافيا الإيطالية في نيويورك والمتورطة بأعمال إجرامية مختلفة كإدارة نوادي القمار والبغاء إلا أن علاقات زعيم العائلة دون فيتو كورليوني (مارلون براندو) بشخصيات سياسية هامة قد منحته نفوذا قويا ومنح أعمال عائلته تغطية حيث يلجأ إليه الناس لحمايتهم ومساعدتهم بمشكلاتهم وبذلك هو يؤدي خدمه لأصحابه من خلال هذه العلاقات السياسية والاجتماعية، غير أن هذه العلاقات تتأثر بعد رفضه لطلب سالازو بحمايته وأعماله في تجارة المخدرات لقاء مبلغ كبير من المال مما يدخل العائلة في حرب مع بقية العائلات فيتدخل للمساعدة وإنقاذ العائلة من الدمار الابن الأصغر وهو دون مايكل (آل باتشينو) الذي كان ضابطا في البحرية الأمريكية إبان الحرب العالمية الثانية والذي كان لا يريد أن يشارك في أعماله مع العائلة أو يتورط في أعمالهم لكنه يضطر للانضمام إلى العائلة بعد مقتل أخيه سوني (جيمس كان) ويثأر له من العائلات الأخرى التي ساهمت في اغتياله ويصفي حساباتها كلها ويعيد للعائلة هيبتها ومكانتها بالمجتمع.

### القصة كاملة
تبدأ القصة في حفل زفاف كوني كورليوني في مدينة نيويورك عام 1945، كوني كورليوني هي ابنة فيتو كورليوني، سوف تتزوج من كارلو ريتسي. يبدأ المشهد الإفتتاحي بتعريف شخصيات العائلة. يستمع دون عائلة كورليوني «فيتو» إلى طلبات العائلة. مايكل كورليوني هو ابنه الأصغر، كان أحد أفراد المشاة البحرية خلال الحرب العالمية الثانية، يقدم مايكل إلى عائلته في حفل الاستقبال صديقته كاي آدامز. جوني فونتان، مغني مشهور وحفيد فيتو، يطلب مساعدة فيتو في الحصول على دور في الفلم؛ يرسل فيتو مستشاره توم هاغن إلى لوس أنجلوس لإقناع رئيس الاستوديو جاك وولتز بإعطاء جوني الدور. يرفض وولتز الأمر، حتى يستيقظ في الفراش فيجد رأس حصان مقطوع بجانبه على السرير.
قبل فترة وجيزة من عيد الميلاد، يطلب تاجر المخدرات سولوزو من فيتو الاستثمار في أعماله الخاصة بالمخدرات وحمايته من خلال علاقاته السياسية، يخشى فيتو من التورط في تجارة جديدة خطيرة تهدد بتنفير المطلعين السياسيين. يرسل فيتو  منفذه لوكا براسي للتجسس عليهم. يُقتَل لوكا براسي في أول لقاء له مع برونو تاتاليا وسولوزو من خلال كسر عنقه. في وقت لاحق، يقوم سولوزو باختطاف هاجين وقتل فيتو في الشارع. مع وجود مولود سوني كورليوني الجديد، يضغط سولوزو على هاجين لإقناع سوني بقبول صفقة سولوزو، ثم يطلق سراحه. تتلقى الأسرة سمكًا ملفوفًا في سترة واقية من الرصاص، مما يشير إلى أن لوكا «ينام مع الأسماك». نجا فيتو، وأحبط مايكل في المستشفى محاولة قتل أخرى لوالده. كسر فك مايكل من قبل نقيب في شرطة نيويورك. سوني ينتقم بضربة على ابن تاتاجليا. يخطط مايكل لقتل سولوزو ومكلوسكي؛ متظاهرًا برغبة في تسوية الخلاف، مكلوسكي، هو الحارس الشخصي لسولوزو، يلتقى بهم مايكل في مطعم في ذا برونكس، حيث قُتِل كلا الرجلين بعد أن استعاد مسدسًا أخفاه بيتر كليمينزا.
على الرغم من القمع من قبل السلطات، اندلعت الحرب بين العائلات الخمس وزادت مخاوف فيتو على عائلته. يهرب مايكل إلى صقلية ويتم حماية فريدو من قبل مو جرين في لاس فيغاس. يهاجم سوني كارلو في الشارع لسوء معاملته مع كوني ويهدد بقتله إذا تكرر ذلك. عندما يحدث ذلك، يسرع سوني إلى منزلهم ولكن يُنصب له كمين في كشك على الطريق السريع ويُقتَل بعنف من قبل رجال العصابات الذين يستخدمون الرشاشات. أثناء وجود مايكل في صقلية، يلتقي مايكل بأبولونيا ويتزوجها، لكن انفجار سيارة مفخخة كان يقصده يودي بحياتها.
دمره موت سوني وأدرك أن تاتاجليا تحت سيطرة بارزيني، وهو الدون المهيمن الآن، يحاول فيتو إنهاء الخلاف. أكد للعائلات الخمس أنه سيسحب معارضته لأعمال الهيروين الخاصة بهم ويتخلى عن قتل سوني. يضمن سلامته، يعود مايكل إلى المنزل لدخول أعمال العائلة والزواج من كاي، ووعدها بأن العمل سيكون مشروعًا في غضون خمس سنوات. أنجبت كاي طفلين بحلول أوائل الخمسينيات من القرن الماضي. مع اقتراب والده من نهاية حياته وفريدو ضعيفًا جدًا، يتولى مايكل قيادة الأسرة. يصر هاجن على الانتقال إلى لاس فيجاس والتخلي عن دوره كـ فيتو؛ يوافق فيتو على أنه لا ينبغي أن يكون لهاغن «دور فيما سيحدث» في المشاكل القادمة مع العائلات المتنافسة. عندما يسافر مايكل إلى لاس فيجاس لشراء حصة جرين في كازينوهات العائلة، فإنه يشعر بالفزع عندما يرى أن فريدو أكثر ولاءً لـ جرين منه.
في عام 1955، أُصيب فيتو بنوبة قلبية قاتلة. في الجنازة، طلب تيسيو من مايكل أن يجتمع مع بارزيني، مما يشير إلى الخيانة التي حذرها فيتو مسبقًا. تم تحديد الاجتماع في نفس يوم معمودية طفل كوني. بينما يقف مايكل عند المذبح باعتباره عراب الطفل، يقتل رجال كورليوني القتلة الآخرين دونز وجرين في مدينة نيويورك، خيانة تيسيو تؤدي إلى إعدامه، استخرج مايكل اعتراف كارلو بتواطؤه في تدبير جريمة قتل سوني لصالح بارزيني؛ كليمينزا يكسر عنق كارلو حتى الموت. يتهم كوني مايكل بالقتل، ويخبر كاي أن مايكل أمر بتنفيذ جميع عمليات القتل. تشعر كاي بالارتياح عندما ينكر مايكل ذلك، لكنها تراقب وصول الكابو لتوقير زوجها مثل دون كورليوني ويغلقون الباب عليها.

## طاقم التمثيل

### عائلة كورليوني
- مارلون براندو: بدور فيتو كورليوني العراب رئيس عائلة كورليوني. من أصل إيطالي صقلي. متزوج من «كارميلا كورليوني». والد كل من «توم» المتبنى، و«سوني» و«فريدو» و«مايكل» والابنة الوحيدة «كوني».
- آل باتشينو: بدور مايكل كورليوني الابن الأصغر. جندي سابق خدم في الجيش الأمريكي وقت الحرب العالمية الثانية. وهو الفرد الوحيد في عائلة كورليوني الذي تلقى تعليما جامعيا. تحول من شخص مبعد عن نشاطات العائلة إلى زعيم عائلة كورليوني.
- جيمس كان: بدور سوني كورليوني الابن الأكبر. شخصية متهورة وعصبية. خليفة والده الدون كورليوني.
- جون كازالي: بدور فريدو كورليوني الابن الأوسط. شخصية ضعيفة ولا يتمتع بالذكاء. أقل أفراد أسرته شأنا.
- روبرت دوفال: بدور توم هيغن (المستشار القانوني) للعرّاب. الابن المتبنى لفيتو كورليوني. هو من أصول ألمانية-إيرلندية عكس باقي أفراد العائلة ذوي الأصول الإيطالية الصقلية.
- ديان كيتون: بدور كاي كورليوني. صديقة مايكل كورليوني وزوجته الثانية ووالدة طفليه. ليست من أصول إيطالية.
- تاليا شير: بدور كوني كورليوني. أصغر ذرية فيتو كورليوني وابنته الوحيدة. يبدأ الفلم بحفل زواجها.
- سيمونيتا ستيفانيلي: بدور أوبولونيا كورليوني زوجة مايكل كورليوني الأولى.

### شخصيات أخرى
- ريتشارد كونت: بدور دون اميليو بارزيني. زعيم عائلة بارزيني.
- فيكتور ريندينا: بدور دون فيليب تاتاليا. زعيم عائلة تاتاليا.
- ريتشارد كاستيلانو: بدور بيتر كلمنزا رئيس إحدى فرقتي العائلة واليد اليمنى للعرّاب.
- ستيرلينغ هايدن: بدور ضابط الشرطة

## الإنتاج

### المراحل الأولية
الفلم مقتبس من رواية العراب للمؤلف ماريو بوزو؛ الرواية التي بقيت على قائمة نيويورك تايمز لأكثر الكتب مبيعا ل67 أسبوعا، وباعت أكثر من 9 ملايين نسخة في عامين. نشرت الرواية في عام 1969، وأصبحت الرواية أكثر الكتب مبيعا في التاريخ لعده سنوات. كان استوديو باراماونت قد اطلع مسبقا على الرواية في 1967، عندما عثر الكشاف الأدبي بيتر بارت الذي يعمل لدى الشركة على الرواية (الذي أصبح فيما بعد نائبا لرئيس الإنتاج في استوديو بارامونت) على مخطوط من 60 صفحة غير مكتملة لنفس الرواية. اعتقد بارت أن هذا الكتاب ليس مجرد قصة مافيا لكنه أكثر بكثير من قصة للمافيا. وعرض على المؤلف ماريو بوزو مبلغ 12,500 دولار، بالإضافة إلى مبلغ 80,000 دولار إذا تم تحويل الرواية إلى فلم. على الرغم من أن وكيل ماريو بوزو نصحه برفض العرض، إلا أنه قبل به فقد كان في حينها في ضائقة ويحتاج إلى المال. أما مدير الإنتاج في بارامونت وقتذاك روبرت ايفانز، فيقول أنه هو صاحب تلك الصفقة. فقد اجتمع في أوائل عام 1968 مع كاتب الرواية ماريو بوزو، وأنه هو الذي عرض مبلغ 12,500 دولار لمخطوط من 60 صفحة بعنوان «مافيا» بعد ان أسر له صاحب المخطوط بأنه بحاجة ماسة إلى مبلغ 10,000 دولار لسداد ديون القمار.
في مارس 1967، أعلنت بارامونت أنها ستدعم تحويل رواية ماريو بوزو القادمة إلى فلم. في 1969، أكدت الشركة نواياها بعد دفعها مبلغ 80000 دولار مقابل تحويل الرواية إلى فلم، وأنها تخطط لإطلاق الفلم في يوم عيد الميلاد في 1971. في 23 مارس، 1970، أعلنت الشركة رسميا تعيين ألبرت رودي كمنتج للفلم، لأن رودي أثار إعجاب المدراء التنفيذيين في الاستوديو أثناء مقابلتهم له ولأنه كان معروفا بتنفيذ أفلامه في إطار الميزانية المطروحة أو أقل.

### بارامونت وكوبولا
قبل أن يدخل فلم العراب حيز الإنتاج، كانت شركة بارامونت تمر بفترة عصيبة. فإضافة إلى فشل فلم العصابات «الحي»، أنفق الاستوديو عشرات الملايين على أفلام غير ناجحة مثل: حبيبتي ليلي (1970، فلم موسيقي كلف 25 مليون دولار) ارسم سيارتك (1969، فلم وسترن كلف 20 مليون دولار) ووترلو (1970، فلم ملحمي كلف 38 مليون دولار). من أجل ذلك كانت الميزانية المطروحة -بداية- لفلم العراب لا تزيد عن 2.5 مليون دولار. ثم لما زادت شعبية الكتاب طالب المخرج كوبولا بميزانية أكبر.
أراد مدراء بارامونت أن يتم تغيير زمن أحداث القصة إلى الزمن الجاري (السبعينات) بدلا من الزمن الأصلي للقصة (الأربعينات) بغرض تخفيض النفقات. لكن كوبولا اعترض وأصر على أن تطابق القصة الفلم. واحتج كوبولا بحوادث مثل: فترة مايكل كورليوني في الجيش الأمريكي في مشاة البحرية، فترة بزوغ الشركات الأمريكية، وأمريكا فترة ما بعد الحرب العالمية الثانية. في نهاية الأمر رضخ مدراء بارامونت لرغبة كوبولا، خصوصا مع ازدياد شعبية الرواية. بل سمحوا لكوبولا بالتصوير في المواقع الأصلية للقصة، في نيويورك وصقلية.
كان أحد الإداريين المهمين لدى الشركة الأم لبارامونت «الخليج والغرب»، غاضبا من المخرج كوبولا بسبب العدد الكبير الذي أجراه من اختبارات الممثلين وبطئه في الاختيار. تعثرت البداية في إنتاج الفلم بسبب تردد كوبولا في اختياراته وسجالاته مع مسؤولي بارامونت، مما أدى لخسارة يومية مقدارها 40 ألف دولار. كانت بارامونت تتابع بقلق تزايد النفقات.
مع بداية تصوير الفلم، شعر كوبولا بأنه قد يطرد في أية لحظة بسبب عدم رضا مدراء بارامونت عن كثير من خياراته. وكان كوبولا يعلم أن مدير الإنتاج «روبرت إيفانز» قد اتصل فعلا بالمخرج إليا كازان لتولي إخراج الفلم، حين خشي إيفانز من أن كوبولا ليست لديه الخبرة الكافية لإدارة المشروع المتضخم. بل إن كوبولا كان يعتقد أن اثنين من العاملين معه في الفلم (صاحب المونتاج ومساعد المخرج) كانا يعملان لإسقاطه ليأخذا محله. وأن المونتير كان يقول أن كوبولا لم يصور مادة كافية له. لكن إيفانز رأى الأشرطة التي صورها كوبولا وكان راضيا عنها، بل سمح لكوبولا بطرد العاملين ضده. يقول كوبولا في مقابلة لاحقة: «كنت كأنني العراب، كنت أطرد كل من كان يعمل ضدي». وقد كان بطل الفلم مارلون براندو قد هدد بترك الفلم إذا تركه كوبولا.

## الإخراج
أراد مدير الإنتاج لدى الاستوديو «روبرت إيفانز» أن يخرج الفلم مخرج أمريكي من أصل إيطالي، حتى يعطي للفلم عمقا طائفيا. كان استوديو بارامونت أخيرا قد أنتج فلم مافيا بعنوان الحي (The Brotherhood)، وفشل الفلم فشلا ذريعا. اعتقد «إيفانز» أن سبب فشل الفلم، وسبب فشل أفلام المافيا حتى ذلك الوقت، هو افتقاره لمشاركة طاقم من أصول إيطالية. فقد كان مخرج الفلم مارتن ريت وبطله كيرك دوغلاس كلاهما يهوديان. كان الخيار الأول لدى استوديو بارامونت هو المخرج الإيطالي سيرجيو ليوني. لكن ليوني رفض العرض ليتفرغ للعمل في فلمه ذات مرة في أمريكا. كذلك عرض الاستوديو عرضا على المخرج بيتر بوغدانوفيتش لكنه رفض لأنه ليس مهتما بموضوع المافيا. كذلك تم عرض منصب الإخراج على مخرجين آخرين مثل كوستا غافراس وأوتو بريمنغر وإليا كازان لكنهم رفضوا.
بعد رفض 12 مخرج للعروض المقدمة. تم اقتراح المخرج الصاعد فرانسيس كوبولا، فهو من أصول إيطاليا وقد يرضى بمبلغ بسيط متواضعين بعد فشل فلمه الأخير رجال المطر. لكن كوبولا رفض العرض مبدئيا بسبب أنه يرى الرواية ليست قوية وفيها إثارة زائدة، بل وصفها بأنها «عمل رخيص». في نفس التوقيت كان الاستوديو الخاص بكوبولا (American Zoetrope) مدينا بمبلغ 400 ألف دولار لاستوديو وارنر برذرز. اضطر كوبولا بسبب وضعه المالي الصعب وضغط أصدقائه وأسرته لقبول المنصب. في 28 سبتمبر 1970، تم الإعلان الرسمي عن مخرج الفلم كوبولا. وكان العقد يقضي بإعطاء كوبولا 125 ألف دولار و6% من أرباح الفلم.

## العرض

### المسارح
أقيم العرض العالمي الأول لفلم The Godfather في مسرح Loews's State Theatre في مدينة نيويورك يوم الثلاثاء 14 مارس 1972، بعد ثلاثة أشهر تقريبًا من تاريخ الإصدار المخطط، والذي كان في يوم عيد الميلاد عام 1971، تم التبرع بالعرض الأول إلى The Boys Club of New York. قبل عرض الفلم لأول مرة، كان الفلم قد حقق بالفعل 15 مليون دولار من الإيجارات المسبقة من أكثر من 400 مسرح. في اليوم التالي، اُفتتح الفلم في خمسة مسارح في نيويورك (Loew's State I and II، Orpheum، Cine and Tower East). بعد ذلك كان المسرح الإمبراطوري في تورنتو في 17 مارس ثم لوس أنجلوس في مسرحين في 22 مارس. تم إطلاق الفلم في 24 مارس 1972 في جميع أنحاء الولايات المتحدة ووصل إلى 316 مسرح بعد خمسة أيام.

## الموسيقى التصويرية

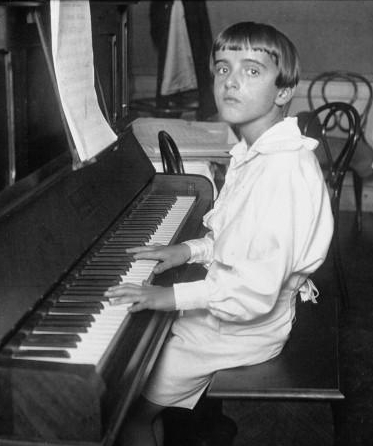
نينو روتا في صغره، مؤلف موسيقى العراب.

استأجر كوبولا الملحن الإيطالي نينو روتا لإصدار الموسيقى التصويرية الخاصة بالفلم، بما في ذلك الموضوع الرئيسي، «تحدث بهدوء، حب» (بالإنجليزية: Speak Softly, Love). بالنسبة للنتيجة، كان على روتا أن يتواصل بمواقف وشخصيات الفلم. جمعت موسيقى روتا موسيقى جديدة للفلم وأخذت بعض الأجزاء من موسيقى فلم فورتونيلا، من أجل خلق إحساس إيطالي واستحضار المأساة داخل الفلم. وجد إيفانز المدير التنفيذي لشركة باراماونت أن الموسيقى كانت «عالية المستوى» ولم يرغب في استخدامها؛ ومع ذلك، فقد تم استخدامه بعد أن تمكن كوبولا من إقناع إيفانز. اعتقد كوبولا أن قطعة روتا الموسيقية أعطت الفلم إحساسًا إيطاليًا أكثر. أنتج كارمين، والد كوبولا، بعض الموسيقى الإضافية للفلم، لا سيما الموسيقى التي عزفتها الفرقة أثناء حفل الزفاف الافتتاحي.
شمل الفلم عدة مقاطع موسيقية من، "C'è la luna mezzo mare" وأغنية Cherubino، و"Non so più cosa son" من Le Nozze di Figaro. كان هناك مقطع صوتي تم إصداره للفلم في عام 1972 في شكل فينيل من قبل شركة باراماونت ريكوردز، وسُجِّل على قرص مضغوط في عام 1991 بواسطة سجلات جيفن، ورقميًا بواسطة جيفن في 18 أغسطس 2005. يحتوي الألبوم على أكثر من 31 دقيقة من موسيقى الفلم، معظمها من تأليف روتا، جنبًا إلى جنب مع أغنية من كوبولا وأغنية جوني فارو ومارتي سيمز. أعطى AllMusic الألبوم خمسة من أصل خمسة نجوم، حيث قال المحرر Zach Curd إنه «موسيقى تصويرية مظلمة، وأنيقة، وتسير في الأفق.» يعتقد محرر في Filmtracks أن روتا نجح في ربط الموسيقى بالجوانب الأساسية للفلم.

## الاستقبال

### شباك التذاكر
كان فلم العراب من الأفلام الرائجة، حيث حطم العديد من الأرقام القياسية في شباك التذاكر ليصبح الفلم الأعلى ربحًا لعام 1972. كان إجمالي إيراداته في يوم افتتاحه من خمسة مسارح هو 57,829 دولارًا، مع زيادة أسعار التذاكر من 3 دولارات إلى 3.50 دولارًا. ارتفعت الأسعار في نيويورك أكثر في عطلة نهاية الأسبوع إلى 4 دولارات، وزاد عدد العروض من أربع مرات في اليوم إلى سبع مرات في اليوم. حقق الفلم 61,615 دولارًا أمريكيًا في تورنتو لعطلة نهاية الأسبوع و240,780 دولارًا أمريكيًا في نيويورك، بإجمالي عطلة نهاية الأسبوع الافتتاحي قدرها 302,395 دولارًا. حقق الفلم 454,000 دولار للأسبوع في نيويورك و115,000 دولار في تورنتو للأسبوع الأول بإجمالي 568,800 دولار، مما جعله رقم واحد في شباك التذاكر في الولايات المتحدة لذلك الأسبوع. في الأيام الخمسة الأولى من إصدارها الوطني، بلغت أرباحه 6.8 مليون دولار، ليصل إجمالي أرباحه إلى 7,397,164 دولارًا. بعد أسبوع من ذلك، وصل إجمالي أرباحه إلى 17,291,705 دولارًا أمريكيًا مع إجمالي أرباح أسبوع واحد بلغ حوالي 10 ملايين دولار أمريكي وهو رقم قياسي في الصناعة. وحقق 8.7 مليون دولار أخرى بحلول 9 أبريل ليصل إجماليه إلى 26,000,815 دولار. بعد 18 أسبوعًا في المركز الأول في الولايات المتحدة، حقق الفلم 101 مليون دولار، وهو أسرع فلم يصل إلى هذا الإنجاز. أعلنت بعض المقالات الإخبارية في ذلك الوقت أنه أول فلم يحقق 100 مليون دولار في أمريكا الشمالية، لكن هذه الروايات خاطئة. هذا السجل ينتمي إلى فلم صوت الموسيقى، الذي صدر عام 1965. بقيت في المرتبة الأولى في الولايات المتحدة لمدة خمسة أسابيع أخرى ليرتفع إجماليه إلى 23 أسبوعًا متتاليًا في المركز الأول قبل أن يخرج من القائمة من قبل الفراشات مجانًا لمدة أسبوع وتصبح الرقم الأول لمدة ثلاثة أسابيع أخرى.
حصل الفلم في النهاية على 81.5 مليون دولار من الإيجارات المسرحية في الولايات المتحدة وكندا أثناء إطلاقه الأولي، مما أدى إلى زيادة أرباحه إلى 85.7 مليون دولار من خلال إعادة الإصدار في عام 1973، كما تم إعادته بإصدار محدودة في عام 1997، حقق في النهاية من إيرادات العروض المكافئة ما مقداره 135 مليون دولار، أزاح فلم ذهب مع الريح باعتباره أكبر مصدر للإيجارات، وهو المركز الذي احتفظ به حتى إصدار الفك المفترس في عام 1975. كرر الفلم نجاحه الأصلي في الخارج، وحقق إجمالي إيرادات غير مسبوقة قدرها 142 مليون دولار من إيجارات المسرح في جميع أنحاء العالم، ليصبح أعلى صافي ربح. كانت أرباح العراب مرتفعة للغاية لدرجة أن أرباح شركة Gulf & Western Industries، وهي التي تمتلك شركة باراماونت، قفزت من 77 سنتًا للسهم الواحد إلى 3.30 دولارًا للسهم لهذا العام، وفقًا لمقالة لوس أنجلوس تايمز بتاريخ 13 ديسمبر 1972. أُعيد إصداره خمس مرات أخرى منذ عام 1997، وحقق ما بين 246 مليون دولار و287 مليون دولار في إيصالات شباك التذاكر في جميع أنحاء العالم، وتم تعديله لتضخم أسعار التذاكر في أمريكا الشمالية، واحتل المرتبة بين أفضل 25 فلمًا من حيث الأرباح.

### استقبال الجمهور
تلقى فلم العراب إشادة من النقاد ويعتبر أحد أعظم الأفلام وأكثرها تأثيرًا على الإطلاق، لا سيما في نوع العصابات. على مجمّع المراجعة روتن توميتوز، حصل الفلم على نسبة موافقة بلغت 98٪ بناءً على 100 مراجعة، بمتوسط تقييم 9.32 / 10. يقرأ إجماع نقاد الموقع أنه «أحد أعظم نجاحات هوليوود النقدية والتجارية، العراب حصد كل شيء بشكل صحيح؛ لم يتجاوز الفلم التوقعات فحسب، بل وضع معايير جديدة للسينما الأمريكية.» منح ميتاكريتيك، والذي يستخدم المتوسط المرجح، الفلم درجة 100 من 100 بناءً على 15 ناقدًا، مما يشير إلى «الإشادة العالمية».
أشاد روجر إيبرت من شيكاغو سن تايمز بجهود كوبولا لمتابعة قصة الرواية التي تحمل نفس الاسم، واختيار وضع الفلم في نفس وقت الرواية، وقدرة الفلم على «استيعاب» المشاهد خلال فترة عرضه التي تبلغ ثلاث ساعات. بينما كان إيبرت إيجابيًا بشكل أساسي، فقد انتقد أداء براندو، قائلاً إن حركاته تفتقر إلى «الدقة» وكان صوته «صاخبًا». أعطى جين سيسكل من صحيفة شيكاغو تريبيون الفلم أربعة من أصل أربعة نجوم، وعلق قائلاً إنه «جيد جدًا». يعتقد أندرو ساريس من ذا فيليج فويس أن براندو أدى شخصية فيتو كورليوني جيدًا وأن شخصيته سيطرت على كل مشهد ظهر فيه، لكنه شعر أن بوزو وكوبولا ركزا بشكل كبير على شخصية مايكل كورليوني من ناحية الانتقام. بالإضافة إلى ذلك، صرح ساريس أن ريتشارد كاستيلانو وروبرت دوفال وجيمس كانوا جيدين في أدوارهم.

### الجوائز والترشيحات
رُشح العراب لسبع جوائز في حفل توزيع جوائز الغولدن غلوب الثلاثين: أفضل فلم - دراما، وترشح جيمس لأفضل ممثل مساعد، وآل باتشينو ومارلون براندو لأفضل ممثل - دراما، وأفضل موسيقى تصويرية، وأفضل مخرج، وأفضل سيناريو. عند الإعلان عن الفائزين في 28 يناير 1973، فاز الفلم بفئات: أفضل سيناريو، وأفضل مخرج، وأفضل ممثل - دراما، وأفضل موسيقى تصويرية، وأفضل صورة - دراما. فاز الفلم بخمس جوائز غولدن غلوب، وهي محصلة جوائز لم يتجاوزها فلم آخر حتى عام 2017.
رُشحت موسيقى روتا أيضًا لجائزة غرامي لأفضل موسيقى أصلية لفلم موشن أو تلفزيوني خاص في حفل توزيع جوائز غرامي الخامس عشر. أُعلن عن فوز روتا بالجائزة في 3 مارس في حفل غرامي في ناشفيل، تينيسي.
عندما تم الكشف عن الترشيحات لحفل توزيع جوائز الأوسكار الخامس والأربعون في 12 فبراير 1973، تم ترشيح الفلم لإحدى عشرة جائزة. كانت الترشيحات لـ: أفضل فلم، أفضل تصميم أزياء، ومارلون براندو لأفضل ممثل، وماريو بوزو وفرانسيس فورد كوبولا لأفضل سيناريو مقتبس، وآل باتشينو وكان وروبرت دوفال لأفضل ممثل مساعد، وأفضل مونتاج فلم، ونينو روتا لأفضل موسيقى تصويرية. كما ترشْح سكور وكوبولا لأفضل مخرج وأفضل صوت. بعد مراجعة موسيقى الحب من الموسيقى التصويرية التي أنتجها روتا للفلم، وجدت الأكاديمية أن روتا استخدم درجة مماثلة لموسيقى إدواردو دي فيليبو في فلم فورتونيلا لعام 1958. أدى ذلك إلى إعادة التصويت لموسيقى الفلم؛ إذ اختار أعضاء الموسيقى من ستة أفلام: وهم العراب وخمسة أفلام أخرى لأفضل موسيقى درامية أصلية، ولكن في المرة الثانية لم يفز العراب، فازت موسيقى جون أديسون لفلم شلوث بالتصويت الجديد، وبذلك حلت محل درجة روتا في القائمة الرسمية للمرشحين. عند دخول حفل توزيع الجوائز، كان ينظر إلى العراب على أنه المرشح الأكثر حظًا للحصول على أكبر عدد من الجوائز. من بين الترشيحات المتبقية في فلم العراب، فاز بثلاث جوائز أوسكار فقط: أفضل ممثل، وأفضل سيناريو مقتبس، وأفضل فلم.
براندو، الذي لم يحضر أيضًا حفل توزيع جوائز الغولدن غلوب قبل شهرين، قاطع حفل توزيع جوائز الأوسكار ورفض قبول جائزة الأوسكار، ليصبح ثاني ممثل يرفض جائزة أفضل ممثل بعد جورج سي سكوت في عام 1970. أرسل براندو ساشين ليتلفيزر، وهي ناشطة أمريكية-هندية، مكانه لتُعلن على منصة الجوائز أسباب رفض براندو للجائزة والتي كانت مبنية على اعتراضه على التصوير الذي قام به هوليوود والتلفزيون عن الهنود الأمريكيين، بالإضافة إلى ذلك، قاطع آل باتشينو الحفل؛ إذ تعرض للإهانة بسبب ترشيحه لجائزة الأوسكار لأفضل ممثل مساعد، مشيرًا إلى أنه كان لديه وقت شاشة أطول من زميله براندو الفائز بجائزة أفضل ممثل، وبالتالي كان يجب أن يحصل على ترشيح لجائزة الأوسكار لأفضل ممثل.
حصل الفلم على خمسة ترشيحات لحفل توزيع جوائز الأكاديمية البريطانية للأفلام السادس والعشرين. المرشحون هم: آل باتشينو لأفضل ممثل صاعد، وروتا عن جائزة أفضل موسيقي لفلم، ودوفال لأفضل ممثل في دور ثانوي، وبراندو لأفضل ممثل، كما حصلت مصممة أزياء الفلم آنا هيل جونستون لأفضل تصميم أزياء. وكان الترشيح الوحيد الذي فاز هو روتا.
| الجائزة                             | الفئة               | المرشح                                     | النتيجة |
| ----------------------------------- | ------------------- | ------------------------------------------ | ------- |
| جوائز الأوسكار ال45                 | أفضل فلم            | ألبرت رودي                                 | فوز     |
| جوائز الأوسكار ال45                 | أفضل مخرج           | فرانسيس فورد كوبولا                        | رُشِّح     |
| جوائز الأوسكار ال45                 | أفضل ممثل           | مارلون براندو (رفض استلام الجائزة)         | فوز     |
| جوائز الأوسكار ال45                 | أفضل ممثل مساعد     | جيمس كان                                   | رُشِّح     |
| جوائز الأوسكار ال45                 | أفضل ممثل مساعد     | روبرت دوفال                                | رُشِّح     |
| جوائز الأوسكار ال45                 | أفضل ممثل مساعد     | آل باتشينو                                 | رُشِّح     |
| جوائز الأوسكار ال45                 | أفضل سيناريو مقتبس  | ماريو بوزو فرانسيس فورد كوبولا             | فوز     |
| جوائز الأوسكار ال45                 | أفضل تصميم أزياء    | آنا هيل جونستون                            | رُشِّح     |
| جوائز الأوسكار ال45                 | أفضل مونتاج         | وليام رينولدز بيتر زينر                    | رُشِّح     |
| جوائز الأوسكار ال45                 | أفضل مكساج          | تشارلز غرينغباخ ريتشارد بورتمان كرس نيومان | رُشِّح     |
| جوائز الأوسكار ال45                 | أفضل موسيقى تصويرية | نينو روتا                                  | استبعد  |
| جوائز الأكاديمية البريطانية للأفلام | أفضل ممثل           | مارلون براندو                              | رُشِّح     |
| جوائز الأكاديمية البريطانية للأفلام | أفضل ممثل مساعد     | روبرت دوفال                                | رُشِّح     |
| جوائز الأكاديمية البريطانية للأفلام | أبرز ممثل صاعد      | آل باتشينو                                 | رُشِّح     |
| جوائز الأكاديمية البريطانية للأفلام | أفضل موسيقى تصويرية | نينو روتا                                  | فوز     |
| جوائز الأكاديمية البريطانية للأفلام | أفضل تصميم أزياء    | آنا هيل جونستون                            | رُشِّح     |
| جائزة جولدن جلوب                    | أفضل فلم درامي      |                                            | فوز     |
| جائزة جولدن جلوب                    | أفضل مخرج           | فرانسيس فورد كوبولا                        | فوز     |
| جائزة جولدن جلوب                    | أفضل ممثل درامي     | مارلون براندو                              | فوز     |
| جائزة جولدن جلوب                    | أفضل ممثل درامي     | آل باتشينو                                 | رُشِّح     |
| جائزة جولدن جلوب                    | أفضل ممثل مساعد     | جيمس كان                                   | رُشِّح     |
| جائزة جولدن جلوب                    | أفضل سيناريو        | ماريو بوزو فرانسيس فورد كوبولا             | فوز     |
| جائزة جولدن جلوب                    | أفضل موسيقى تصويرية | نينو روتا                                  | فوز     |

## حقائق بسيطة عن الفلم
1. حقق الفلم إيرادات بلغت 270 مليون دولار أمريكي.
2. بلدة كورليوني هي حقيقية وليست وهمية.
3. تم تصوير ومونتاج الفلم خلال 63 يوم فقط.
4. دون فيتو كورليوني هي الشخصية السينمائية الوحيدة التي نالت جائزتي أوسكار لممثلين مختلفين (مارلون براندو في الجزء الأول/ روبرت دي نيرو في الجزء الثاني) عن نفس الشخصية والفلم.
5. تم تصنيف الفلم عبر موقع قاعدة بيانات الأفلام على الإنترنت كثاني أفضل فلم على مستوى التاريخ بعد فلم الخلاص من شاوشانك. وكانا في نفس التقدير، 9.2 تقريبا.

آل باتشينو وجيمس كان وديان كيتون حصل كل منهم على 35,000 دولار لعملهم في العراب، وحصل روبرت دوفال على 36,000 دولار، بعد مدة ثمانية أسابيع من العمل. مارلون براندو من جهة أخرى حصل على مبلغ 50,000 دولار لمدة عمل أقصر هي ستة أسابيع إضافة إلى مصروفات أسبوعية حوالي 1,000 دولار، بالإضافة إلى 5 ٪ من أرباح الفلم، التي أصبحت تساوي 1.5 مليون دولار. في وقت لاحق باع براندو نقطة العودة إلى باراماونت مقابل 300,000 دولار.

## لعبة الفيديو
لقد تم تصميم لعبة فيديو «الاب الروحي» تعمل على الحواسيب والبلاستيشن والأكس بوكس، اللعبة تجسد مجموعة من أحداث الفلم وبعض الشخصيات..